# Apogon melanopus
 Apogon melanopus és una espècie de peix de la família dels apogònids i de l'ordre dels perciformes.

## Morfologia
Els mascles poden assolir els 10 cm de longitud total.

## Distribució geogràfica
Es troba al Mar d'Arafura i al nord-oest d'Austràlia.